# Peter Finxius
Peter Finxius (auch: Petrus Finx; * 19. Oktober 1573 in Lüneburg; † 10. September 1624 in Bückeburg) war ein deutscher Mediziner.

## Leben
Finxius entstammte einer schon hundert Jahre in Lüneburg ansässigen Familie. Er war der Sohn des Bürgers Johannes Finxius und der Dorothea von Baventen. Nach dem Besuch der Schule in Lüneburg, bezog er 1592 die Universität Rostock, wo er zunächst philosophische Studien absolvierte. Sich dem Studium der Medizin zuwendend, begab er sich am 3. Dezember 1595 an die Universität Helmstedt, wo er am 5. November 1599 zum Doktor der Medizin promoviert wurde. Danach fand er eine Stelle als Leibarzt des Grafen Enno III. von Friesland in Stade, wechselte 1607 als Arzt nach Lüneburg und wurde daraufhin Stadtphysikus in Braunschweig. 1621 wurde er erster Professor der Medizin an der Universität Rinteln und Leibarzt des Grafen Ernst III. von Holstein-Schaumburg in Bückeburg. Er war auch Rektor der Rintelner Hochschule. Von seinen Schriften ist eine 1622 verfasste Lobrede zur Ehre und Erinnerung des Grafen Ernst bekannt und die 1622 verfasste Arbeit De prolegomenis in universam medicinam Jordan Wedemann. Er starb an einem Fieber und wurde am 13. September 1624 in der Stadtkirche in Bückeburg beigesetzt, wo ihm ein Epitaph errichtet wurde.
Finxius heiratete 1603 (1601) in Stade Lucia Rasch (* 24. Juni 1586 in Itzehoe; † 6. Mai 1625 in Bückeburg), die Tochter des fürstlich holsteinischen Landarztes im Dithmarschen Johannes Rasch (* um 1540; † 5. Mai 1621 in Heide) und dessen Frau Anna von Egemont (auch Eggemund; * um 1542 in Westerholm; † 1593 in Heide). Aus der Ehe stammen sechs Kinder, von denen drei Söhne die Mutter überlebten. Von den Kindern kennt man Johannes, David und Enno Finxius.